# Кайенска тънкокрака жаба
Кайенските тънкокраки жаби (Osteocephalus leprieurii) са вид земноводни от семейство Дървесници (Hylidae).
Срещат се в северните части на Южна Америка.
Таксонът е описан за пръв път от френския зоолог Огюст Дюмерил през 1841 година.